# دانيال أونيل
دانيال أونيل (بالإنجليزية: Daniel O'Neill)‏ هو مراسل ميداني ورئيس تحرير صحيفة ومحرر وصحفي وسياسي أمريكي، ولد في 1830 في مقاطعة وكسفورد في جمهورية أيرلندا، وتوفي في 30 يناير 1877 في بيتسبرغ في الولايات المتحدة.